# سراتوسور
سراتوسور (نام علمی: Ceratosaurus) به معنی سوسمار شاخ‌دار یک سرده از دایناسورهای ددپا متعلق به دوره ژوراسیک پسین است که بین ۱۵۳ تا ۱۴۸ میلیون سال پیش می‌زیست. گونه شاخص این سرده سراتوسور نسیکورنس نام دارد که بر اساس یک اسکلت تقریباً کامل توسط اتنیل چارلز مارش دیرینه‌شناس آمریکایی در سال ۱۸۸۴ نام‌گذاری و توصیف شد. در سال ۲۰۰۰ دو گونه دیگر نیز از سراتوسور شناسایی شد که هنوز درباره اعتبار آن‌ها اختلاف نظر وجود دارد. سنگوارههای موجود از سراتوسور تا کنون به طور قطعی در آمریکای شمالی کشف شده اما بقایای منصوب به آن در اروگوئه، تانزانیا، سوئیس و پرتغال نیز شناسایی شده‌است.
سراتوسور یک دایناسور گوشت‌خوار متوسط بود. بقایای متعلق به نمونه گونه‌نام اصلی موسوم به سراتوسور نسیکورنس حدود ۵٫۳ متر طول داشت اما گونه موسوم به سراتوسور دنتیسلکیتس ۷ طول داشت. سراتوسور از دندان‌های شمشیرمانند و بزرگش، شاخ نوک تیز روی پوزه‌اش، یک جفت شاخ کوچک بر بالای دو چشمش و پوششی از جنس استخوان‌پوست که از میانه گردن تا انتهای دم آن امتداد داشت شناخته می‌شود. اندام‌های جلویی یعنی دست‌ها بسیار پرقدرت ولی در عین حال کوچک بودند. استخوان‌های لگن خاجی شکل بودند و به یکدیگر جوش خورده بودند که مانند آن در پرندگان امروزی وجود دارد.
آناتومی سراتوسور شبیه به آناتومی سایر ددپایان بزرگ معمولی مانند آلوسور بود. با این حال سراتوسور دایناسور ابتدایی‌تری نسبت به آلوسور محسوب می‌شد و دست‌های آن بر خلاف دست‌های بیشتر ددپایان که سه‌انگشتی بودند چهارانگشت داشتند.

## بوم‌شناسی
سراتوسور همراه با دایناسورهای بزرگی از جمله آلوسور، آپاتوسور، دیپلودکس و استگوسور در یک بوم‌سازگان زندگی می‌کرده‌است. ممکن است که با آلوسور برای شکار کردن رقابت می‌کرده‌است. اما به هر صورت این جانور با طول ۵٫۳ تا ۷ متر و بین ۴۵۰ تا ۹۸۰ کیلوگرم وزن از آلوسور کوچک‌تر بوده‌است؛ بنابراین سراتوسور باید محدوده‌اش را از آلوسور که حداکثر ۱۲ متر طول و به صورت قطعی ۹ متر طول داشته، جدا می‌کرده‌است.
این دایناسور بدنی کشیده‌تر و قابل انعطاف و دمی طویل به مانند تمساحها داشته‌است. این موضوع نشان می‌دهد که سراتوسور می‌توانسته بهتر از آلوسور غیرقابل انعطاف شنا کند. مطالعات اخیر این فرضیه را ارائه می‌دهد که سراتوسور عموماً به دنبال شکارهای آبزی مانند ماهی بوده‌است. به هر حال این یک توانایی بالقوه برای تغذیه در یک دایناسور بزرگ است. اثر دندان‌های سراتوسور بر روی فسیل جانوران بزرگ خشکی‌زی بسیار زیاد و معمولی است. لاشه‌خواری و شکار دایناسورهای کوچک نیز می‌توانسته جزو تغذیه آن‌ها بوده باشد.

## نگارخانه

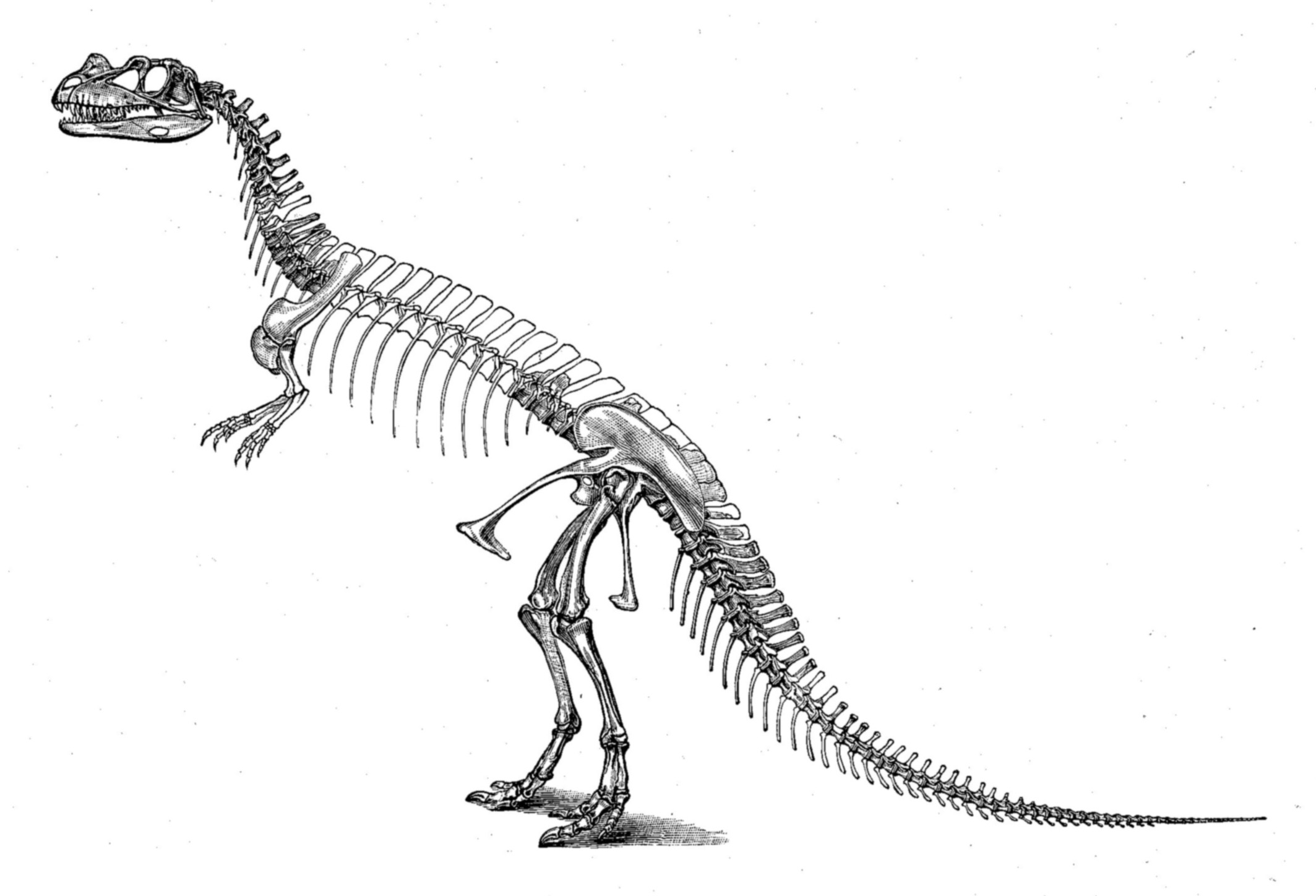
برداشت مارش از استخوان‌بندی سراتوسور در سال ۱۸۹۲ که به اشتباه این جانور را با ایستایش کانگورویی همراه با مهره‌های اضافی در ستون فقرات توصیف کرد و در نتیجه تنه این جانور را به طور غیر معمول دراز جلوه داد.
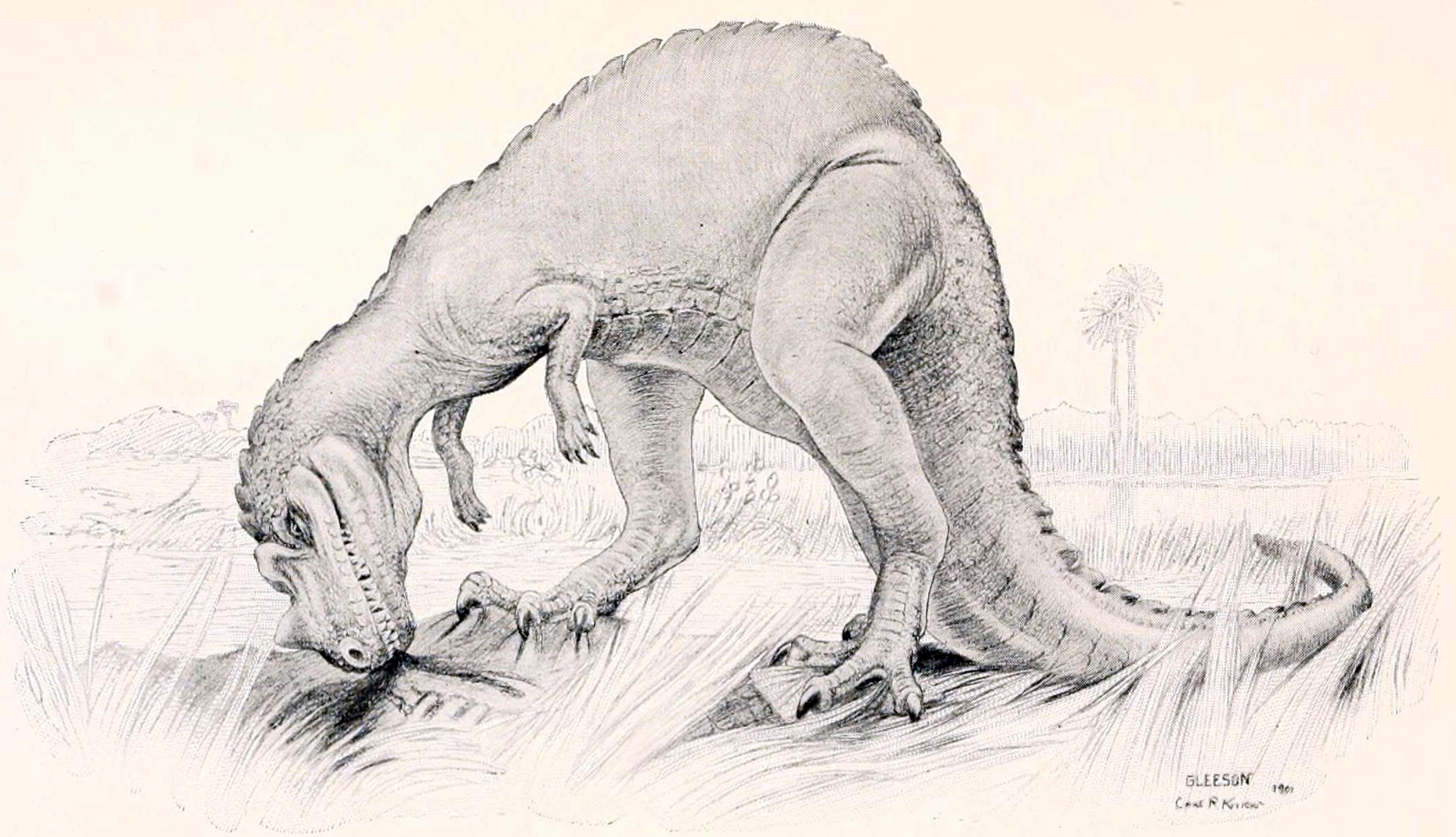
برداشت جوزف گلیسون از پیکر سراتوسور در سال ۱۹۰۱ و بر اساس توصیفات مارش از این جانور.
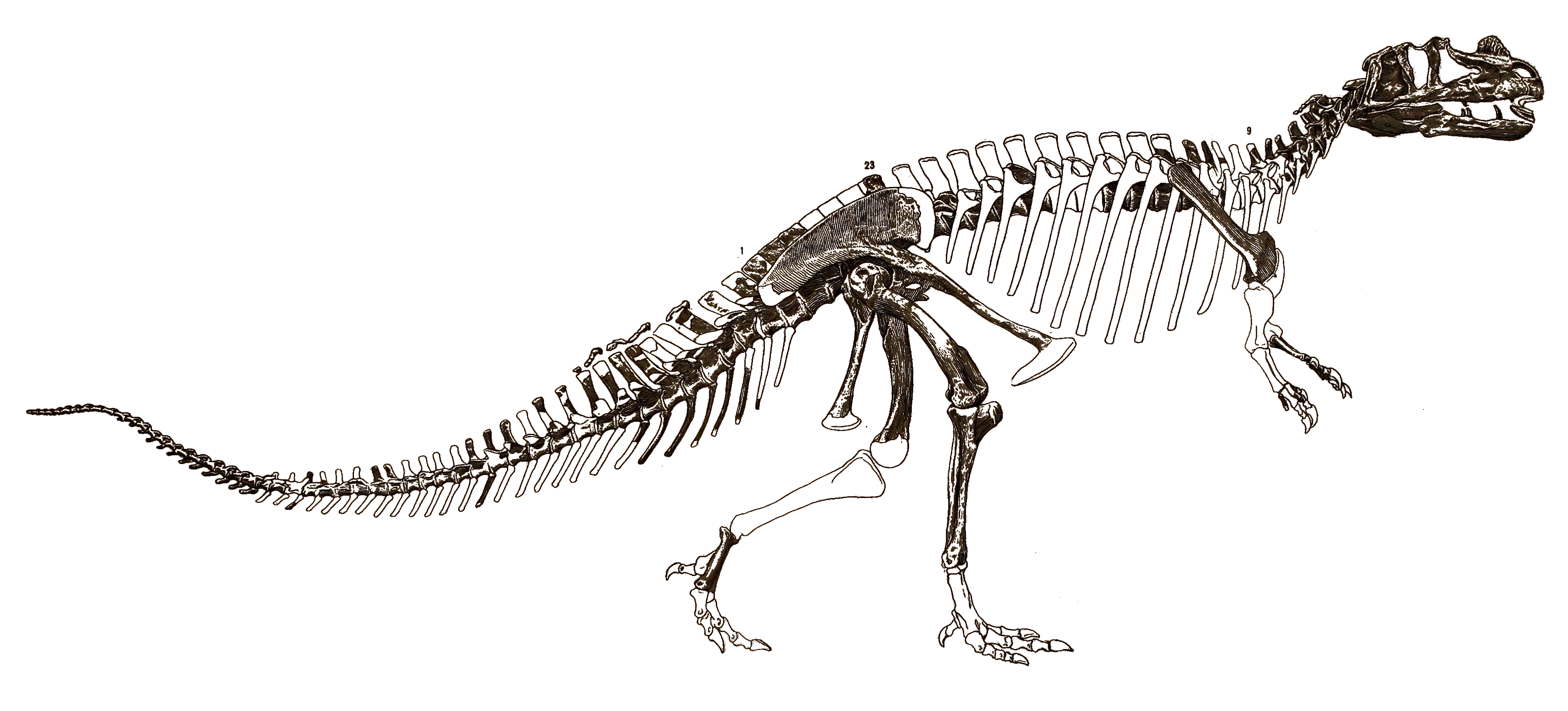
برداشت چارلز گیلمور از استخوان‌بندی سراتوسور در سال ۱۹۲۰ و نزدیک به تصور امروزی از استخوان‌بندی جانور.
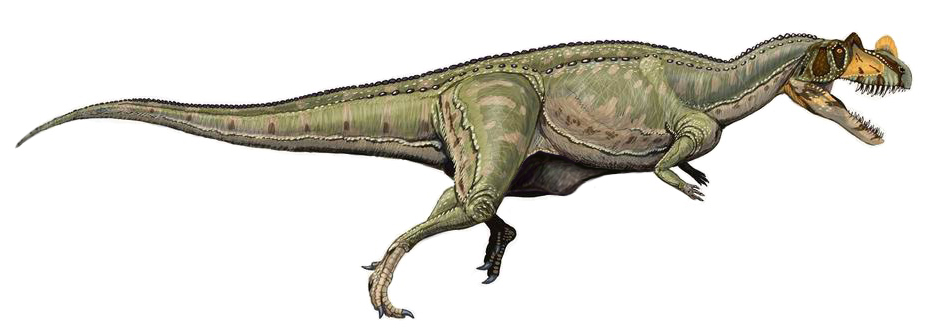
برداشت کنونی از پیکر سراتوسور.